# Haliplus tortilipenis
Haliplus tortilipenis is een keversoort uit de familie watertreders (Haliplidae). De wetenschappelijke naam van de soort is voor het eerst geldig gepubliceerd in 1972 door Brigham & Sanderson.